# Ultra Red Boys Kispest
Az Ultra Red Boys Kispest csoport (URB) egy kispesti szurkolócsoport, amely 1991-ben alakult meg, Magyarországon az első ultracsoport volt. A megalapítás néhány olyan hasonló gondolkodású fiatalnak volt köszönhető, akik erőteljes olasz hatásra szakítani kívántak az addig Magyarországon honos stílussal. Akik a kezdetekben „megfertőződtek” ezzel a stílussal, azok nagy része még mindig aktív, bár néhányan elhagyták a csoportot, illetve az egész magyar labdarúgóközeget. Az URB már a megalakulástól kezdve úgy döntött, hogy nem akarnak mindenáron nagy létszámú csoportot, kb. 10-15 fő az optimális létszám.
A csoport fő jellemzője az egyediség, a külsőségek magas színvonalú megjelenítése, a nacionalizmus vállalása. Kevés kivételtől eltekintve az összes eddigi kispesti koreográfia előkészítésében, kivitelezésében fő szerepet vállaltak. A különböző kispesti csoportokkal voltak, vannak súrlódások, de nem jelentősek. A csoport egyébként is elutasítja az öncélú erőszakot. Ha sérelem éri a kispesti szurkolókat, természetesen nem hagyják szó nélkül, de nem keresik a balhé lehetőségét. Ez egy olyan baráti társaság  akiknek többsége együtt nőtt fel, rengeteg közös élményük van, szeretik Kispestet.

## Név
Egy év kivételével (1995-96) a kezdetektől fogva változatlanul az Ultra Red Boys elnevezést használják. Kezdetekben a baráti társaságot fiúk és lányok vegyesen alkották, ezért vették fel a "Boys" nevet. Mivel ilyen nevű csoportból sok létezik, próbálták egyedivé tenni, így jött a klub alapszínére utalva a "Red" toldalék. Volt még egyéb elképzelés is: Red Front, de ezen a néven már működött Debrecenben szurkolói társaság. 1994-ben egy furcsa, öszvér névvariációval szerepeltek, elsősorban a Lazio iránti tiszteletből: Irriducibili Corleone U.R.B. Ez a helyzet csak egy évig tartott, azóta nem változott a nevük.

## Címerek, Zászlók
Az első címer egy kezdetleges kalózfej volt, gyerekes ábrázolással. Mivel valami komolyabbat szerettek volna, a Kronenbourg sör címerét vették alapul. Kis átalakítással ezt használták egy ideig az 1988-as évszámmal (innen számolták a kispesti szervezet szurkolást, helytelenül). Most használatos címerük, egy stilizált oroszlánfej 2000 óta.
A kezdeti időben arról voltak híresek, hogy nagy méretű transzparenseket készítettek, olasz mintára. Egy időben az övék volt az ország leghosszabb transzparense, ami 27 méter hosszú volt. Egyre kisebb, viszont egyre igényesebbek lettek a zászlóik, transzparenseik. Lehetőségeikhez igazodva (inkább minőség, mint mennyiség jelszóval) eljutottak odáig, hogy kis méretű, de igényes zászlókkal jelezték hollétüket.

## Kapcsolat a klubbal
Az URB alapállása az egészséges nacionalizmus, bár ez nem hivatalos, csupán magánügy. Aki a csoporthoz tartozik, mindenki tud azonosulni az általuk használt jelképekkel. Magánemberként többen is meg szoktak jelenni különböző politikai rendezvényeken, de pártnak, szervezetnek egyikük se tagja.
Igazából sosem volt szoros a kapcsolat. Volt rá példa, amikor olyan szakember, vagy játékos kapott lehetőséget Kispesten, aki hozzájuk közel állt, de rájuk nem jellemző a személyhez kötődés.